# حسین‌آباد گیان
حسین‌آباد گیان، روستایی از توابع بخش گیان شهرستان نهاوند در استان همدان ایران است.

## جمعیت
این روستا در دهستان گیان قرار دارد و براساس سرشماری مرکز آمار ایران در سال ۱۳۸۵، جمعیت آن ۷۲۸ نفر (۲۲۷خانوار) بوده‌است.